# Лоу, Крис
Крис Лоу (англ. Chris Lowe; род. 4 октября 1959, Блэкпул) — британский музыкант, участник дуэта Pet Shop Boys (совместно с Нилом Теннантом).

## Биография
Родился в многодетной семье (сестра Виктория, братья Тим и Грег), учился в частной гимназии. В юности играл на тромбоне в джаз-банде "One Under the Eight" на свадьбах и уличных праздниках. Учился на архитектора в Ливерпульском университете. Проходил практику в Лондоне, где по настоящее время стоит его работа — лестница рядом с музыкальным магазином, около которого и произошла его встреча с будущим компаньоном Нилом Теннантом.
На сцене Крис воплощает образ неразговорчивого, замкнутого и загадочного человека, которого дополняют постоянно носимые им солнцезащитные очки. В 1995 году журнал The Guardian подметил, что «Крис, возможно, стал более знаменит за то, что ничего не делает на сцене, чем кто-либо ещё в индустрии развлечений».